# District de Zhonglou
Le district de Zhonglou (钟楼区 ; pinyin : Zhōnglóu Qū) est une subdivision administrative de la province du Jiangsu en Chine. Il est placé sous la juridiction de la ville-préfecture de Changzhou.